# Tommy Emmanuel

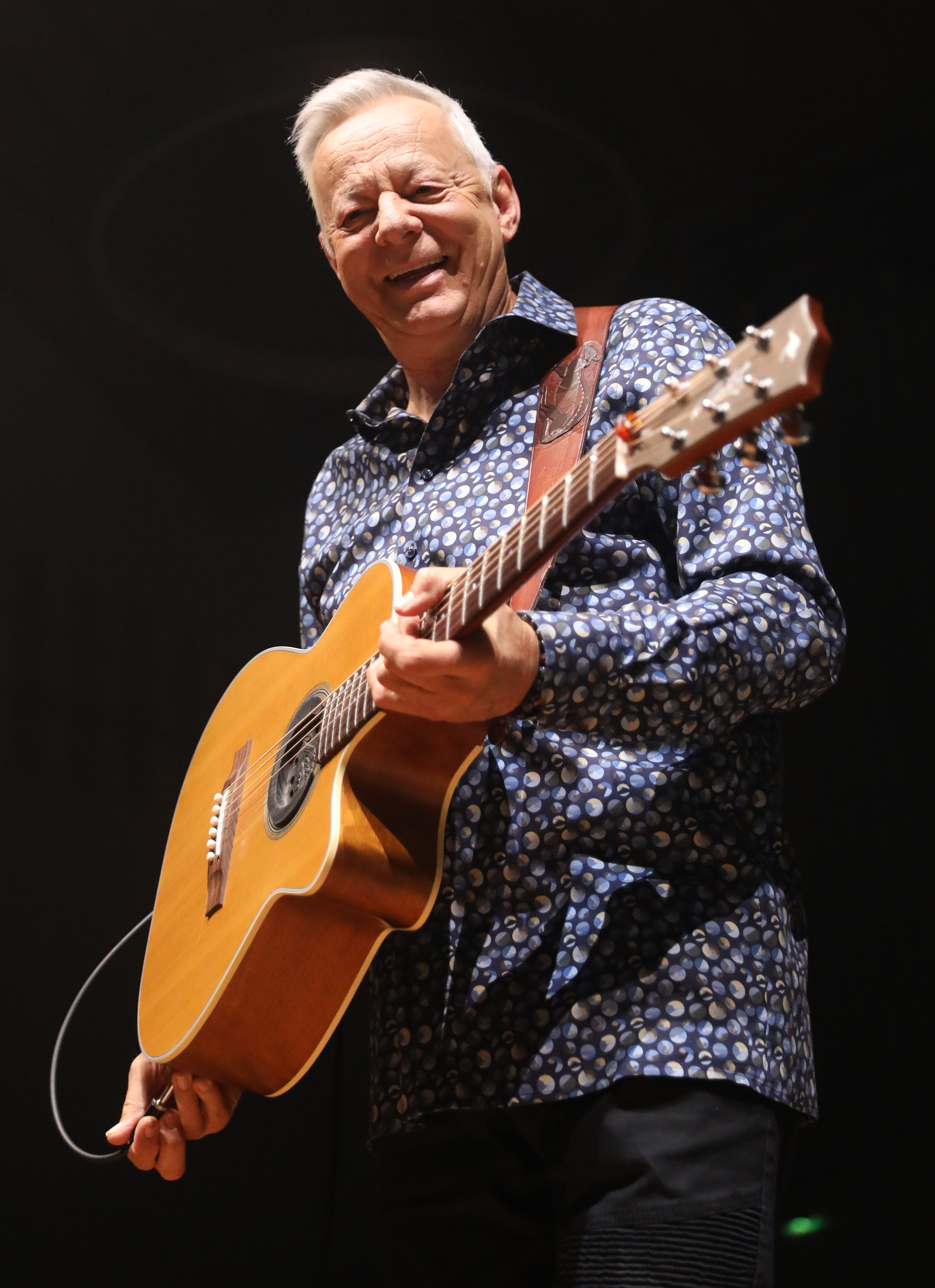
Tommy Emmanuel – Konzert in Berlin, 2024

William Thomas „Tommy“ Emmanuel, AM, CGP (* 31. Mai 1955 in Muswellbrook, New South Wales) ist ein australischer Gitarrist, Schlagzeuger, Bassist und Songwriter. Er wurde bisher zweimal für den Grammy nominiert und gilt als einer der weltbesten Vertreter des sogenannten Fingerstyle, einer speziellen Spieltechnik insbesondere für akustische Gitarre. Sein vielseitiges Repertoire lebt von sehr unterschiedlichen musikalischen Einflüssen, die von der amerikanischen Country-, Folk- und Blues-Musik über Jazz, afrikanische und lateinamerikanische Stile bis hin zu spanischen und klassischen Elementen reichen.
Emmanuel entstammt einer sehr musikalischen Familie und trug bereits im Kindesalter als Gitarrist zu deren Lebensunterhalt bei. Wesentlichen Einfluss auf seine musikalische Entwicklung hatte in den frühen 1960er Jahren der US-amerikanische Musiker Chet Atkins, zu dem sich später eine enge persönliche Beziehung entwickelte. Als Jugendlicher spielte Emmanuel in den Clubs von Sydney und erlangte als Instrumentalist und leidenschaftlicher Entertainer schnell große Bekanntheit, die ihn im Laufe der Zeit mit vielen musikalischen Größen zusammenbrachte.
Emmanuel gibt jährlich über 300 Konzerte und produziert darüber hinaus regelmäßig CDs. Er lebt überwiegend in England und den USA, ist verheiratet und hat drei Töchter.

## Biografie
Tommy Emmanuel ist das vierte von sechs Kindern. Er stammt aus einer musikalisch sehr begabten und aktiven Familie und begann im Alter von vier Jahren Schlagzeug und Gitarre zu spielen. Er lernte autodidaktisch nur nach Gehör und hatte weder Unterricht noch Lernmaterialien. Da die Position des Leadgitarristen bereits mit seinem älteren Bruder Phil Emmanuel (1952–2018) besetzt war und seine Mutter darüber hinaus eine Begleitung für ihre Lap-Steel-Gitarre benötigte, übernahm er die Rolle des Rhythmusgitarristen in der Familien-Band. Schon mit sechs Jahren spielte er die Gitarre auf nahezu professionellem Niveau.
Nach eigener Aussage erhielt seine weitere musikalische Entwicklung im Jahr 1962 durch das erstmalige Hören des Titels Windy and Warm von John D. Loudermilk in einer Version von Chet Atkins eine entscheidende Richtung. Kurz nach dem Tod des Vaters im Jahr 1966 entdeckte der australische Countrymusik-Star Buddy Williams Emmanuel und seine Geschwister und nahm sie mit auf Tournee. Nach einiger Zeit wurde diese zwar künstlerisch bemerkenswerte, jedoch sehr unstete Lebensweise der Familie von der australischen Kinderwohlfahrt teilweise unterbunden, um den Kindern einen normalen Schulbesuch zu ermöglichen, der durch die ständigen Tourneen und wechselnden Aufenthaltsorte so nicht möglich war und auch durch den Unterricht der Mutter nicht ersetzt werden konnte.
Während dieser Zeit spielte Emmanuel zusammen mit seinen Geschwistern Chris und Virginia an den Wochenenden in der Band The Trailblazers, um den Lebensunterhalt der Familie zu bestreiten. Die Band gewann zwei fernsehübertragene Talentshows und nahm eine EP auf.
Noch als Jugendlicher zog Tommy Emmanuel nach Sydney, um sich ausschließlich seiner Laufbahn als Gitarrist zu widmen. Er spielte in diversen Clubs der Stadt und verschaffte sich dadurch erste Aufmerksamkeit. Recht schnell wurde er ein gefragter Session-Musiker für andere, weit bekanntere Protagonisten jener Zeit. Zudem nahm er viele Werbe-Jingles auf und spielte bei Aufnahmen der Gruppe Air Supply von Tiny Tim und Roberta Flack. Kompositionen, die er als Co-Autor verfasst hatte, wurden von Musikern wie Olivia Newton-John, Al Jarreau oder Sheena Easton interpretiert. Von 1985 bis 1988 sowie 1995 spielte er bei Dragon, einer der damals populärsten neuseeländischen Bands. Im Jahr 1987 tourten Dragon zusammen mit Tina Turner auf ihrer Break Every Rule-Tour. Im Laufe der Jahre spielte er mit Kollegen wie Eric Clapton (der Emmanuel für den besten Gitarristen hält, den er jemals gesehen hat), Les Paul, John Denver, John Farnham, Doc Watson, Leo Kottke, Paco de Lucía, Mark Knopfler und vielen anderen namhaften Musikern. Er gehörte zu den Wenigen, die gebeten wurden, zu Michael Jacksons posthum veröffentlichtem und bis dahin unvollständigem Album Michael ein Gitarrensolo auf dem Titel Much Too Soon beizusteuern.
Sein großes Vorbild war von Kindheit an Chet Atkins. Mit ihm nahm er 1997 das Album The Day Finger Pickers Took Over the World auf, was Emmanuel als eine große Ehre empfand. Es wurde 1997 veröffentlicht und brachte ihnen eine Grammy-Nominierung ein. 1999 verlieh Chet Atkins ihm den – gewissermaßen von Atkins erfundenen – Titel Certified Guitar Player (CGP) für seine lebenslangen Bemühungen um die Kunst der Fingerstyle-Gitarre, eine Auszeichnung, die zu jener Zeit nur zwei weitere Künstler innehatten, Jerry Reed und John Knowles.

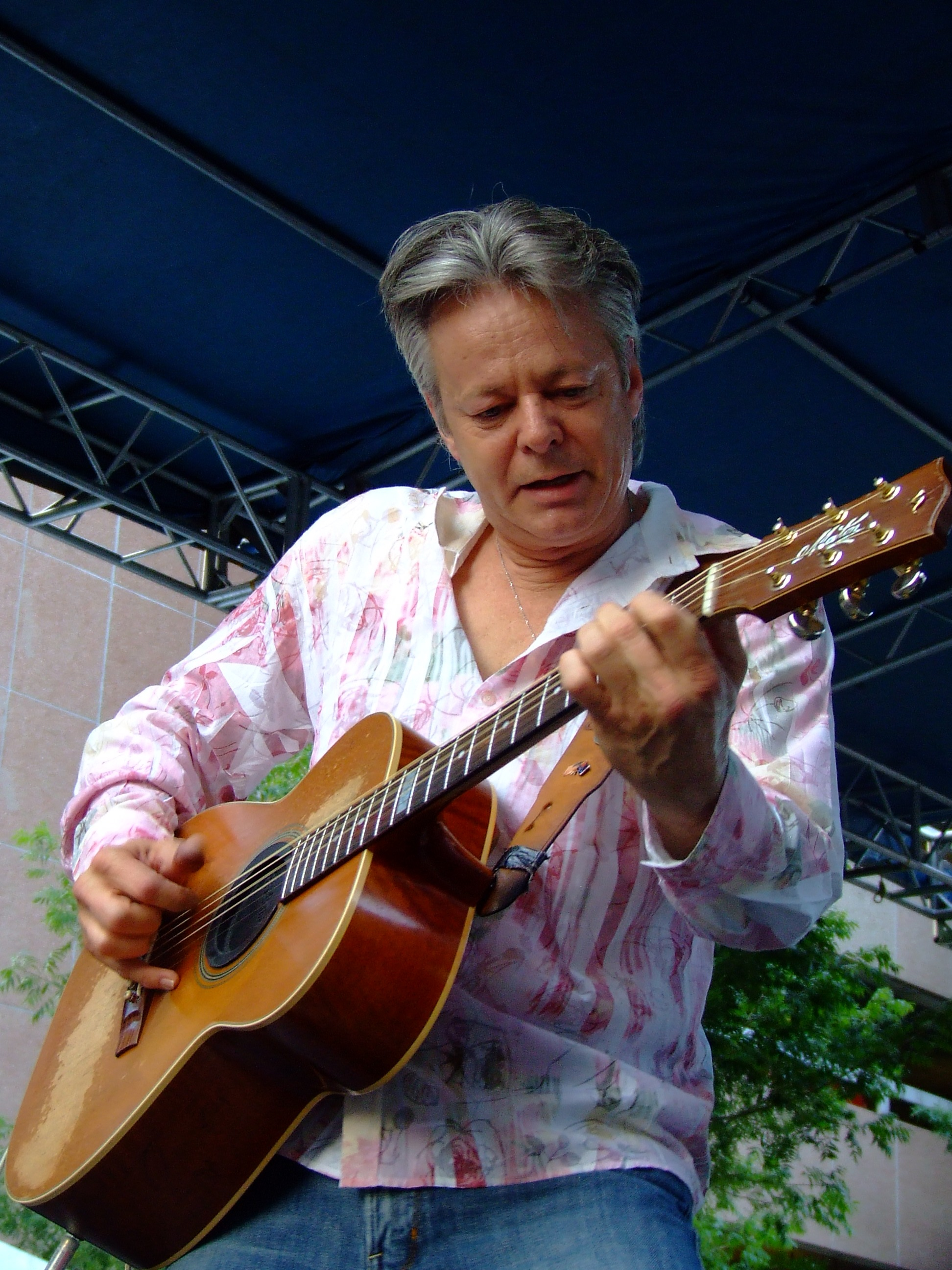
Emmanuels Fingerstyle-Technik, demonstriert im Juni 2006 in Birmingham, Alabama

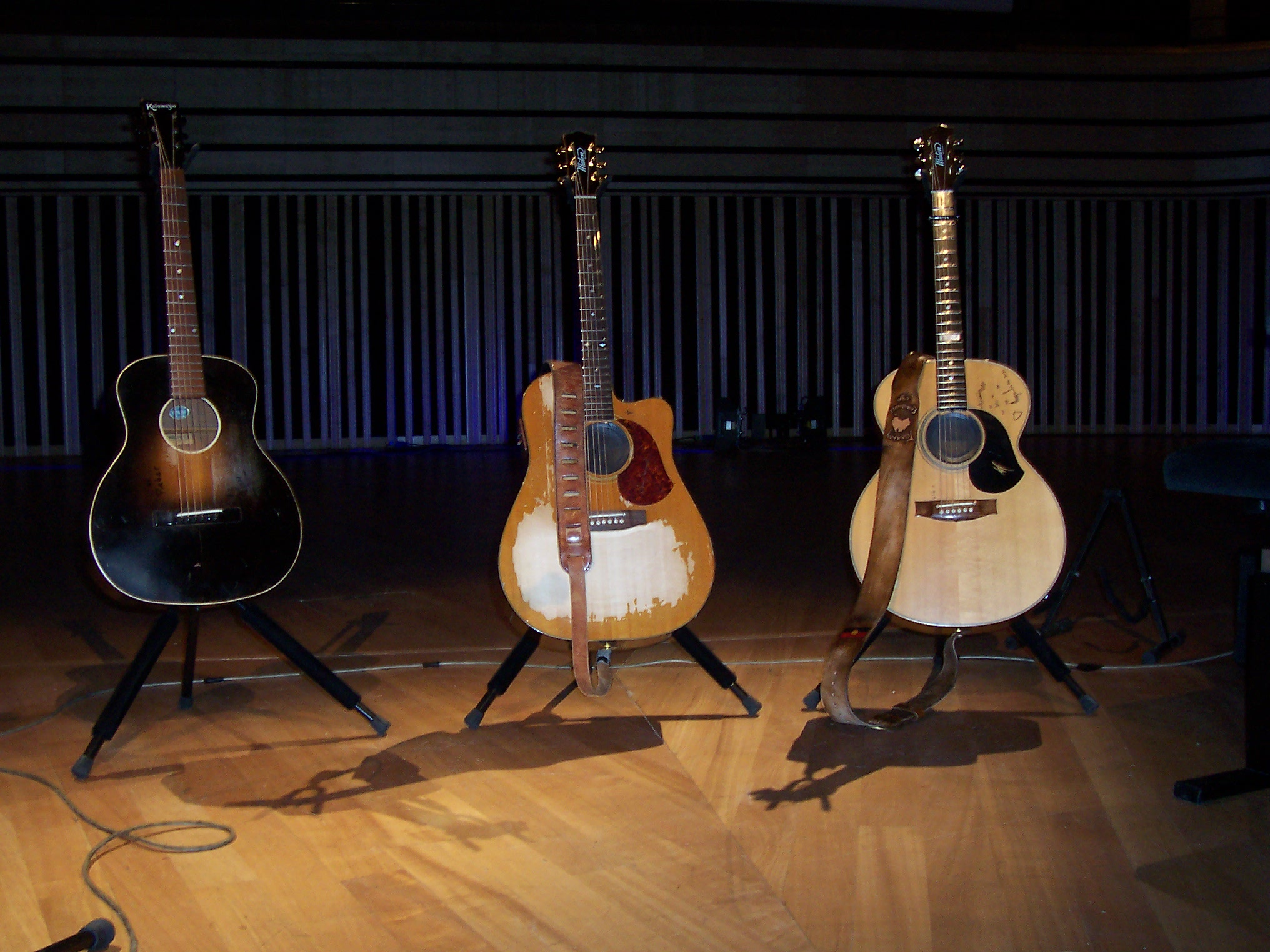
Emmanuels Gitarren bei einem Live-Auftritt in Budapest

Zusammen mit seinem Bruder Phil, mit dem er über die Jahre hinweg immer wieder unterschiedliche Projekte verfolgte und gemeinsame Konzerte gab, hatte Emmanuel bei der Abschluss-Gala der Olympischen Spiele 2000 in Sydney seinen bislang größten Auftritt, der weltweit von rund 2,5 Milliarden Fernsehzuschauern verfolgt wurde – außer von den US-Amerikanern, deren TV-Sender nach Aussage von Tommy Emmanuel exakt zu diesem Zeitpunkt eine Werbepause machte. Ab 2001 wurde Emmanuel auch in Deutschland zunehmend bekannter. 2005 spielte er zum ersten Mal in Korea, Polen und Kroatien, 2006 in Slowenien und Belgien. Bis heute tourt er durch alle Kontinente und spielt dabei regelmäßig mehr als 300 Shows pro Jahr. Darüber hinaus veröffentlicht Emmanuel fast jedes Jahr ein neues Album und bringt Konzert- und Lehr-DVDs heraus. Dies führte mit der Zeit zu gesundheitlichen Problemen, Bluthochdruck und Herzbeschwerden, die jedoch nach eigener Aussage medizinisch eingestellt sind.
2011 absolvierte er die Promotion-Tour zum Album Little by Little – wie die Studio-Produktion auch – erstmals wieder mit eigener Band. Als Solist spielt er in der Regel ohne Setlist, da er jeden Abend ein anderes Programm präsentieren und damit der jeweiligen Stimmung des Publikums gerecht werden möchte.

## Spieltechnik und Performance
Tommy Emmanuel selbst nennt seine Spieltechnik schlicht Fingerstyle, vergleichbar dem sogenannten Fingerpicking. Die Begriffe verweisen darauf, dass mehrere Finger (Emmanuel benutzt bei Bedarf alle fünf Finger) der Schlaghand zum Spielen der Saiten eingesetzt werden. Als Grundlage für sein Spiel bezeichnet er dabei die vollkommene Unabhängigkeit des Daumens von den anderen vier Fingern. Dazu verwendet er häufig Thumbpicks (Daumenplektren), um den mit dem Daumen gespielten Basstönen mehr Druck und einen akzentuierteren Klang zu verleihen. Er spielt zudem mit Plektren (Flatpicks), die er auch mit dem Fingerpicking der rechten Hand kombiniert. Diese Technik wird als Hybridpicking oder Chickenpicking bezeichnet und ist vor allem in der Country-Musik verbreitet. Besonders bei ruhigen Stücken verzichtet Emmanuel nicht selten ganz auf Plektren und spielt nur mit den Fingern, um den Ton weicher und voller klingen zu lassen.
Häufig ist das Spiel Emmanuels sehr rhythmisch und synkopiert, was den Titeln einen ausgeprägten Groove verleiht. Sein Gitarrespiel profitiert von seinem präzisen Timing als Drummer, das er auch bei sehr schnellen und komplizierten Taktfolgen im Stande ist beizubehalten und welches durch ein ständiges Taktschlagen seines meist linken Fußes unterstützt wird. Emmanuel ist in der Lage, innerhalb eines Titels bis zu drei unterschiedliche Instrumentalparts gleichzeitig zu spielen. Dabei nutzt er in der Regel den Daumen seiner rechten Schlaghand für einen Basslauf, Zeige- und Mittelfinger für die Sequenz einer Rhythmusgitarre, sowie den Ringfinger und hin und wieder kleinen Finger für den Melodiepart. Gleichzeitig greifen die Finger der linken Hand die entsprechenden Töne und Akkorde. Diese ebenso verblüffende wie komplizierte Spieltechnik erweckt beim Zuhörer oft den Eindruck, das Lied werde von mehreren Gitarristen gespielt. Ähnlich beeindruckend ist Emmanuels gleichzeitiges Spielen zweier unterschiedlicher Titel.

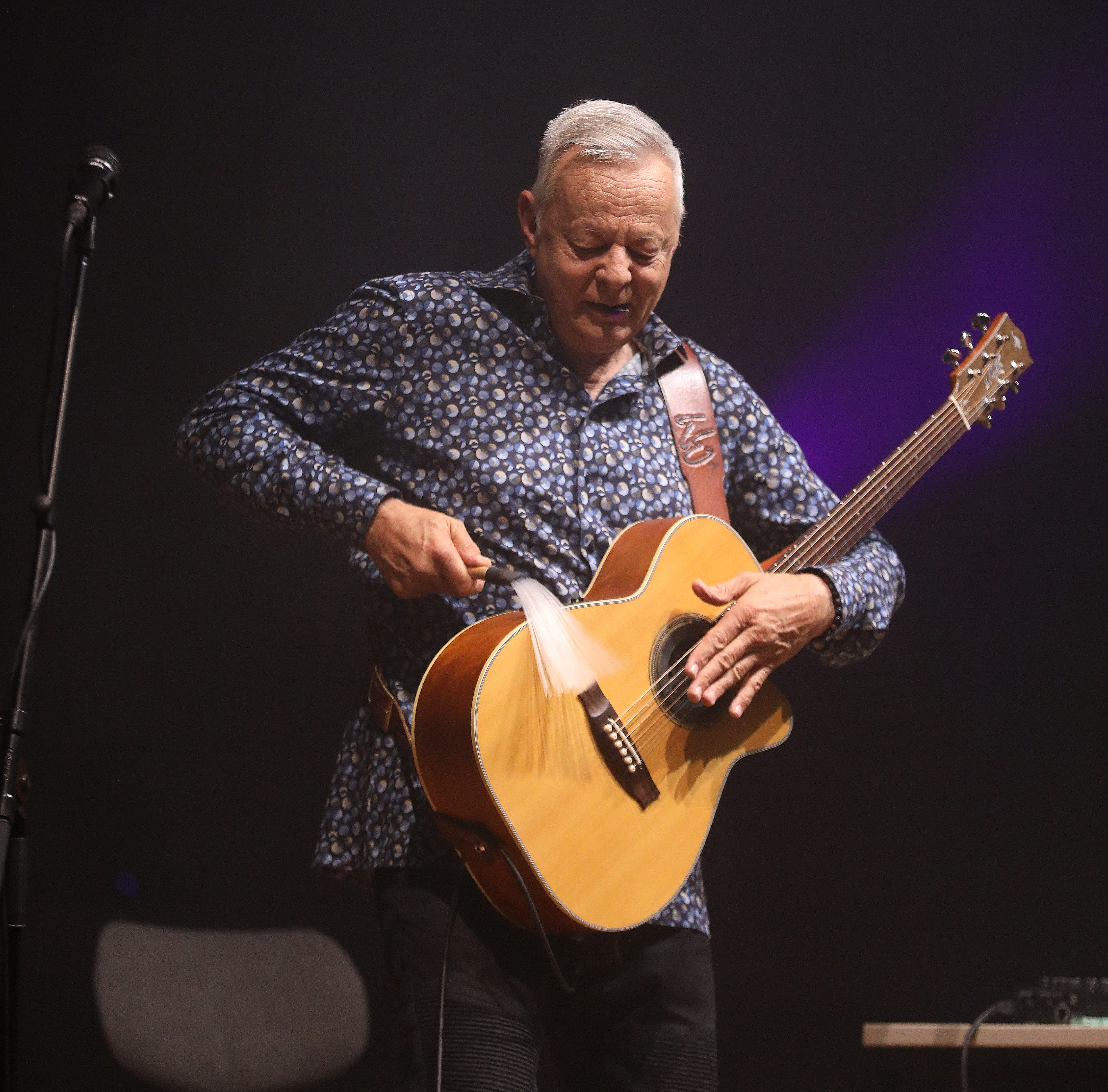
Emmanuel verwendet einen Besen auf seiner Gitarre, um perkussive Elemente zu erzeugen

Vorzugsweise spielt Emmanuel auf Westerngitarren des australischen Herstellers Maton und nutzt Verstärker der Firma Udo Rösner Amps. Zudem setzt er für besondere Sound-Effekte bei Live-Auftritten ein Hall- und Echogerät ein. Er verwendet 0.12er (light) und 0.13er (medium) Saiten, wechselt jedoch ständig den Hersteller, um einen abwechslungsreicheren Sound zu produzieren. Seinen Instrumenten ist oft anzusehen, dass sie als „Arbeitsgerät“ dienen. Unter Verwendung verschiedener Hilfsmittel wie Plektren oder Besen kratzt, trommelt und klopft er häufig auf den Gitarren oder dem Gesangsmikrophon, um klangliche Vielfalt und Atmosphäre durch perkussive Elemente zu erzeugen – beispielhaft zu hören in dem Titel Initiation. Auch ist Emmanuels „Drum-Solo“ auf der Gitarre zwischenzeitlich fester Bestandteil seiner Auftritte.
Seine Gitarren sind bei fast allen Liedern in der Standard-Stimmung E-A-D-G-H-E oder der offenen G-Stimmung D-G-D-G-H-D, jedoch bei Live- und Studio-Sessions geringfügig höher (Kammerton A = 444 Hertz) gestimmt. Für Lehr-DVDs benutzt er 440 Hz für den Kammerton, um den Schülern ein Nachstimmen zu ersparen.
Emmanuel gibt seinen bevorzugten Gitarren Namen. So nannte er seine Lieblingsgitarre, eine ramponierte und immer wieder zusammengeflickte Custom Maton EBG 808 mit kleinem Korpus, „Mouse“. Eine andere bezeichnete er als „Yellow Mouse“, eine Maton Cutaway als „Bertha“. Einem persönlichen Gespräch aus dem Oktober 2012 zufolge befinden sich alle drei Gitarren seit dem Sommer 2012 im Maton Museum.

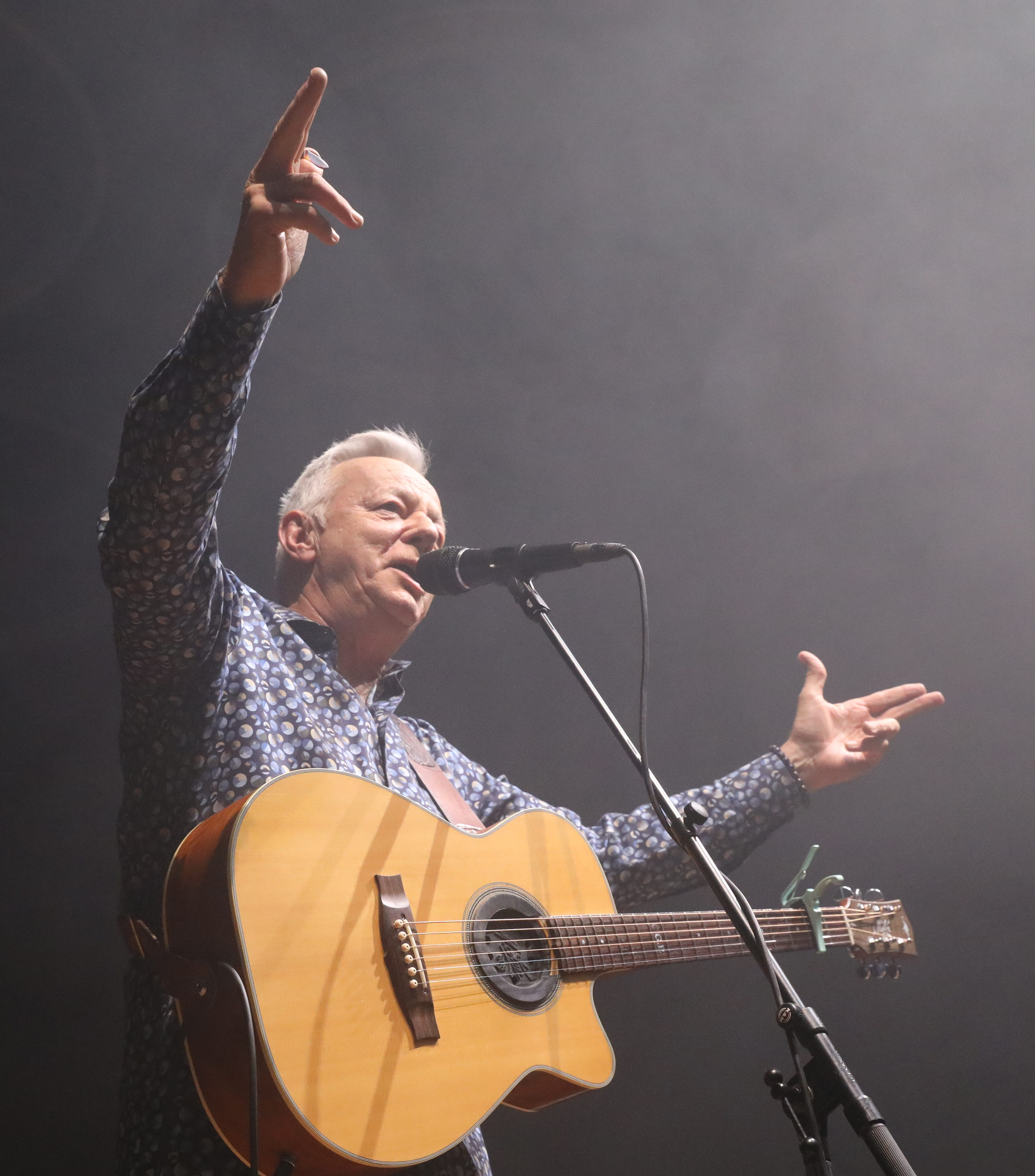
Emmanuel interagiert mit dem Publikum

Die leidenschaftliche Bühnenpräsenz und energetische Performance Emmanuels ist allgemein bekannt. Er gilt zudem als humorvoller und charismatischer, gleichwohl bescheidener Entertainer und pflegt eine herzliche, direkte und offene Kommunikation mit seinem Publikum. Er ist bekannt dafür, dass er sein Wissen und seine Fähigkeiten gerne weitergibt und Anderen vermittelt. Nicht selten baut er deshalb für seine Zuhörer kleinere „Gitarrenstunden“ in seine Konzerte ein oder besucht zu diesem Zweck neben seinem Tour-Alltag Musikschulen und ähnliche Einrichtungen. Auch holt er immer wieder interessierte Gäste aus dem Publikum zu sich auf die Bühne, um mit ihnen gemeinsam das ein oder andere Lied zu intonieren.

## Soziales Engagement
Neben seinen regelmäßigen öffentlichen Aktivitäten in Sachen Gitarrenunterricht engagiert sich Emmanuel in Australien für das Projekt Kids Under Cover, eine Wohltätigkeits-Organisation, die sozial schwachen und Risiko behafteten Jugendlichen ein Zuhause gibt und eine Schulausbildung ermöglicht.
Emmanuels Motivation, jährlich über 300 Konzerte zu geben und sich auch anderweitig zu engagieren, geht über die reine Möglichkeit zum Broterwerb deutlich hinaus. In vielen seiner Interviews und Äußerungen bringt er ein hohes Maß an Empathie und Mitgefühl gegenüber sozial schwachen und benachteiligten Menschen zum Ausdruck. Er sieht seine Bühnenpräsenz und positive Ausstrahlung als einen von ihm persönlich leistbaren Beitrag, optimistische Gefühle und Stimmungen bei seinen Zuhörern zu erzeugen und ihnen ein Beispiel für eine positive Grundhaltung zu sein. Emmanuel plant deshalb ganz konkret, seine Aktivitäten in dieser Richtung durch noch mehr jährliche Konzerte weiter zu verstärken.

## Diskografie
Alben
- 1979: From out of Nowhere
- 1987: Up from Down Under
- 1990: Dare to Be Different
- 1992: Determination
- 1993: The Journey
- 1993: The Journey Continues
- 1994: Back on Terra Firma (mit Phil Emmanuel)
- 1995: Initiation
- 1995: Classical Gas (AU: Gold)[20]
- 1996: Can’t Get Enough
- 1997: The Day Finger Pickers Took Over the World (mit Chet Atkins)
- 1998: Collaboration
- 2000: Only
- 2001: Greatest Hits
- 2004: Endless Road
- 2005: Live One
- 2006: Midnight Drive
- 2006: Happy Hour (mit Jim Nichols)
- 2007: The Mystery
- 2008: Center Stage
- 2009: Just Between Frets (mit Frank Vignola)
- 2010: Little by Little
- 2010: Tommy Emmanuel Essentials 3 CD
- 2011: All I Want for Christmas
- 2013: The Colonel & The Governor (mit Martin Taylor)
- 2014: The Guitar Mastery Of Tommy Emmanuel
- 2015: It’s never too late
- 2016: Christmas Memories
- 2017: Music gone public
- 2017: LIVE! At the Ryman
- 2017: Pickin’ (mit David Grisman)
- 2018: Accomplice One (mit Rodney Crowell, Ricky Skaggs, Jason Isbell u. a.)
- 2019: Heart Songs (mit John Knowles)
- 2020: The best of Tommysongs
- 2020: LIVE! Christmas Time
- 2021: Imagine
- 2021: Accomplice Series Vol. 1
- 2021: Accomplice Series Vol. 2
- 2022: Accomplice Series Vol. 3

## Auszeichnungen
Auszugsweise einige der wichtigsten Auszeichnungen, die Emmanuel bislang erhalten hat:
- 1990: Best Guitarist – Rolling Stone Magazine[21]
- 1998: Best Country Instrumental Album, Nashville Music Awards[21]
- 1998: Grammy Nomination – mit Chet Atkins für The Day Fingerpickers Took over the World[21]
- 1999: Certified Guitar Player, inoffizieller Titel, verliehen durch Chet Atkins für seinen herausragenden Beitrag zum Fingerstyle Picking[21]
- 2005: Mitglied der National Thumbpickers’ Hall of Fame in Muhlenberg, KY, als einziger jemals aufgenommener Nicht-Amerikaner[21]
- 2005: CMAA Awards – Instrumental of the Year („Tall Fiddler“)[22]
- 2007: CMAA Awards – Instrumental of the Year („Gameshow Rag/Cannonball Rag“)
- 2006: Grammy Nomination – Best Country Instrumental Performance[21]
- 2008: Best Acoustic Guitarist – Guitar Player Magazine[21]
- 2008: Gold Medalist – Fingerstyle category – Acoustic Guitar Magazine – Readers’ Choice and Players’ Choice Awards[21]
- 2009: Guitar Legend Award Guitar Player Magazine[21]
- 2010: Best Acoustic Guitarist – Guitar Player Magazine[21]
- 2010: Member of the Order of Australia (AM), verliehen von der Englischen Königin, Elisabeth II.[21][23]
- 2011: Global Country Artist of the Year – CMA Country Music Association Awards[3]
- 2021: Best acoustic guitarist - Musicradar.com